# Valentín Álvarez Muñiz
Valentín Álvarez Muñiz (Gijón, 1 de septiembre de 1880 - La Habana, Cuba, 15 de diciembre de 1945) fue un empresario español y político, que desempeñó los cargos de Concejal del Ayuntamiento de Gijón, Gestor provincial, Vicepresidente y Presidente de la Diputación de Asturias, y Director General de Ferrocarriles de España durante la Segunda República Española.

## Biografía
Nació en Sotiello, parroquia de Cenero, Gijón, Asturias el 1 de septiembre de 1880.

### Emigración a Cuba
Emigró a La Habana con solo 15 años de edad, recomendado a la fábrica de sombreros J. Parajón y Cía., donde lo alojaron facilitándole también acudir a clases nocturnas en la academia del Centro Asturiano como complemento del aprendizaje en su puesto de trabajo. En pocos años escaló distintos puestos hasta llegar a socio y gerente con 40 años.

### La vuelta a España
Sin dejar su participación como socio de la empresa, en 1921 regresa a España, estableciéndose en Gijón. 
El 16 de enero de 1922 contrajo matrimonio con la asturiana Ángeles Cabal Arango de cuya unión nacieron 8 hijos: Manuel (1923), Ángeles (1924), Pepa (1925), Valentín (1927), Carmen (1928), Elena (1929), Enrique (1931) y María Luz (1933).
Desde 1923 militó en el republicanismo conservador participando en conspiraciones contra la dictadura y la monarquía de Alfonso XIII con el fin de conseguir la proclamación de la Segunda República Española, que llegó como consecuencia de los abrumadores resultados de las Elecciones municipales del 12 de abril de 1931. En ellas fue elegido Concejal de Gijón por el partido Derecha Liberal Republicana (DLR) donde militaba desde 1930, y con esa calidad se le designó para la Comisión Gestora Provincial de Asturias. Cuando en agosto de 1931, DLR se reformó y cambió su nombre por el de "Partido Republicano Progresista" (PRP), ingresó en Acción Republicana de Manuel Azaña, perteneciendo a su Comité Nacional, y posteriormente es nombrado Vicepresidente de la Diputación de Oviedo, actuando frecuentemente como Presidente por delegación de este y fue también Gobernador Interino en varias ocasiones. Durante su gestión en el organismo provincial, renunció a las dietas y al automóvil que le correspondían por el cargo que desempeñaba, viajando en el suyo propio y costeándose todos los gastos, e hizo posible la construcción de la carretera que desde Tremañes enlaza con la de Oviedo, actual GJ-4.  
En 1934 pasó a militar en el nuevo partido Izquierda Republicana de Manuel Azaña quien lo nombró responsable político en Asturias.

### La Revolución del 34
Como consecuencia de la Revolución de octubre de 1934, fue detenido, y juzgado por un consejo de guerra militar en Gijón el 22 y 23 de agosto de 1935, del que salió condenado a 8 años de prisión, condena que empezó a cumplir en el Penal de El Dueso, Santoña, Cantabria, hasta febrero de 1936 en que, por las elecciones ganadas por el Frente Popular, el Gobierno decretó una amnistía de los presos políticos.
El 5 de marzo de 1936, fue nombrado Presidente del Consejo Superior de Ferrocarriles.

### Guerra Civil y exilio
Durante la Guerra Civil, siguió al servicio del Gobierno Republicano realizando gestiones en el extranjero para la compra de suministros.
Al finalizar la Guerra Civil pasó a Francia y en octubre de 1939, viajó a La Habana con toda su familia huyendo de la Segunda  Guerra Mundial que había empezado en septiembre. Una vez en La Habana, se reincorporó a su antiguo negocio en el que aún mantenía una pequeña participación. Más adelante, pudo recuperar la mayoría necesaria para dirigir la empresa. A pesar de sus ocupaciones comerciales, ayudó a bastantes exiliados republicanos y también atendió a muchos exministros de la República que viajaban a Cuba invitados por la Universidad de La Habana para concurrir a congresos o impartir conferencias sobre el problema español. Entre otros, Indalecio Prieto, Fernando de los Ríos y Mariano Ruiz-Funes.
En los últimos años de su vida, deseaba ardientemente poder volver a su querida España con un gobierno democrático, cosa que no pudo conseguir pues falleció el 15 de diciembre de 1945 a los 65 años.

## Trayectoria política
- Político perteneciente a Izquierda Republicana (1934-1945)
- Concejal del Ayuntamiento de Gijón (1931)
- Presidente de la Diputación de Asturias
- Director General de Ferrocarriles